# جرمی چیم استین
جرمی چیم استین (متولد ۱۷ اکتبر ۱۹۶۰) یک اقتصاددان کلان آمریکایی است. وی استاد اقتصاد در دانشگاه هاروارد، رئیس گروه اقتصاد در دانشگاه هاروارد و مشاور صنعت سرمایه‌گذاری است. استین در سال ۲۰۰۸ رئیس انجمن مالی آمریکا و از سال ۲۰۱۲ تا ۲۰۱۴ عضو هیئت مدیره فدرال رزرو ایالات متحده آمریکا بود.

## زندگی شخصی
استین در خانواده ای یهودی به دنیا آمد، او پسر ریاضی‌دان (الیاس م. استین) و (الی اینتراستر) است. والدین او در جنگ جهانی دوم از آن دسته پناهندگان یهودی بودند که به ایالات متحده مهاجرت کردند. در سال ۱۹۸۳، وی لیسانس اقتصاد خود را از دانشگاه پرینستون گرفت. همچنین در سال ۱۹۸۶، وی دکترای اقتصاد را از ام.آی.تی. به دست آورد. مقاله او در سال ۱۹۹۸ با عنوان «مدیریت ریسک، بودجه ریزی سرمایه و سیاست ساختار سرمایه برای مؤسسات مالی: یک رویکرد یکپارچه» جایزه جنسن را کسب کرد.

## حرفه
پس از گذراندن دوره کارآموزی یک ساله در گروه گلدمن ساکس، او از سالهای ۱۹۸۷–۱۹۹۰ به عنوان استادیار مالی در دانشکده تجارت هاروارد و دانشکده مالی مدیریت اسلون MIT مشغول به کار بود.
استین جایزه Fama-DFA را دریافت کرد، که یک جایزه سالانه مختص به نویسندگانی با مقالات تحقیقی دربارهٔ قیمت گذاری دارایی است.
وی از سال ۲۰۰۵ تا ۲۰۰۷ استراتژی‌های کمی برای مدیریت دارایی را برای همکارانش طراحی کرد، او همچنین مشاور ارشد وزیر خزانه داری بود و در سال ۲۰۰۹ در شورای ملی اقتصادی مشغول کار بوده است.

### فدرال رزرو
در تاریخ ۲۷ دسامبر سال ۲۰۱۱، رئیس‌جمهور باراک اوباما اعلام کرد که قصد دارد استین را برای پر کردن یکی از دو جای خالی در هیئت مدیره فدرال رزرو نامزد کند. نامزدی استین توسط جمهوری خواهان در مجلس سنا ایالات متحده تأیید شد. در ۱۵ می ۲۰۱۲، هری رید، رهبر اکثریت مجلس سنا، خواستار شکستن پرونده برای نامزدها استین و پاول شد. در ۱۷ مه ۲۰۱۲، رأی‌گیری مجلس سنا در مورد نامزدی اشتاین با آستانه ۶۰ رأی لازم برای تأیید برگزار شد. سناتورها همچنین ۲۴ تا ۷۰ رای دادند تا استین را تأیید کنند.
در تاریخ ۳ آوریل ۲۰۱۴، استین اعلام کرد که از مقام خود در فدرال رزرو استعفا می‌دهد و تا ۲۸ ماه می به هاروارد باز خواهد گشت.